# Formel 1-VM 2015
Formel 1-VM 2015 var den 66:e säsongen av Fédération Internationale de l'Automobile:s världsmästerskap för formelbilar, Formel 1. Säsongen startade i Australien den 15 mars och avslutades i Abu Dhabi den 29 november. 2015 års kalender innehöll några förändringar jämfört med året innan; Mexikos Grand Prix tillkom, Tysklands Grand Prix försvann och Bahrains- och Kinas Grand Prix bytte plats med varandra.
Lewis Hamilton startade säsongen som regerande världsmästare, efter att ha säkrat sin andra VM-titel under Abu Dhabis Grand Prix 2014. Stallet som han körde för, Mercedes, startade säsongen som regerande konstruktörsmästare, efter att ha säkrat mästerskapstiteln under Rysslands Grand Prix 2014.
Lewis Hamilton vann förarmästerskapet med 381 poäng, före stallkamraten Nico Rosberg på 322 och Sebastian Vettel 278. Mercedes vann konstruktörsmästerskapet, före Ferrari och Williams.

## Stall och förare
Följande stall och förare är planerade att delta i 2015 års säsong av formel 1-VM.
| Nat.           | Stall                         | Konstruktör          | Chassi        | Motor                  | Däck | Nr       | Nat.                               | Förare                                        | Race                           | Nr   | Fredagsförare      |      |
| -------------- | ----------------------------- | -------------------- | ------------- | ---------------------- | ---- | -------- | ---------------------------------- | --------------------------------------------- | ------------------------------ | ---- | ------------------ | ---- |
| Tyskland       | Mercedes AMG Petronas F1 Team | Mercedes             | F1 W06 Hybrid | Mercedes PU106B Hybrid | P    | 6 44     | Tyskland · Storbritannien          | Nico Rosberg Lewis Hamilton                   | Alla                           | i.u. | i.u.               | i.u. |
| Österrike      | Infiniti Red Bull Racing      | Red Bull-Renault     | RB11          | Renault Energy F1-2015 | P    | 3 26     | Australien · Ryssland              | Daniel Ricciardo Daniil Kvyat                 | Alla                           | i.u. | i.u.               | i.u. |
| Storbritannien | Williams Martini Racing       | Williams-Mercedes    | FW37          | Mercedes PU106B Hybrid | P    | 19 77    | Brasilien · Finland                | Felipe Massa Valtteri Bottas                  | Alla                           | 41   | Susie Wolff        |      |
| Italien        | Scuderia Ferrari              | Ferrari              | SF15-T        | Ferrari 059/4          | P    | 5 7      | Tyskland · Finland                 | Sebastian Vettel Kimi Räikkönen               | Alla                           | i.u. | i.u.               | i.u. |
| Storbritannien | McLaren Honda                 | McLaren-Honda        | MP4-30        | Honda RA615H           | P    | 14 20 22 | Spanien · Danmark · Storbritannien | Fernando Alonso Kevin Magnussen Jenson Button | 2–19 1 Alla                    | i.u. | i.u.               | i.u. |
| Indien         | Sahara Force India F1 Team    | Force India-Mercedes | VJM08         | Mercedes PU106B Hybrid | P    | 11 27    | Mexiko · Tyskland                  | Sergio Pérez Nico Hülkenberg                  | Alla                           | i.u. | i.u.               | i.u. |
| Italien        | Scuderia Toro Rosso           | Toro Rosso-Renault   | STR10         | Renault Energy F1-2015 | P    | 33 55    | Nederländerna · Spanien            | Max Verstappen Carlos Sainz, Jr.              | Alla                           | i.u. | i.u.               | i.u. |
| Storbritannien | Lotus F1 Team                 | Lotus-Mercedes       | E23 Hybrid    | Mercedes PU106B Hybrid | P    | 8 13     | Frankrike · Venezuela              | Romain Grosjean Pastor Maldonado              | Alla                           | 30   | Jolyon Palmer      |      |
| Storbritannien | Manor Marussia F1 Team        | Marussia-Ferrari     | MR03          | Ferrari 059/3          | P    | 28 53 98 | Storbritannien · USA · Spanien     | Will Stevens Alexander Rossi Roberto Merhi    | 2–19 13–14, 16–18 2–12, 15, 19 | 42   | Fabio Leimer       |      |
| Schweiz        | Sauber F1 Team                | Sauber-Ferrari       | C34           | Ferrari 059/4          | P    | 9 12     | Sverige · Brasilien                | Marcus Ericsson Felipe Nasr                   | Alla                           | 36   | Raffaele Marciello |      |

### Stallförändringar

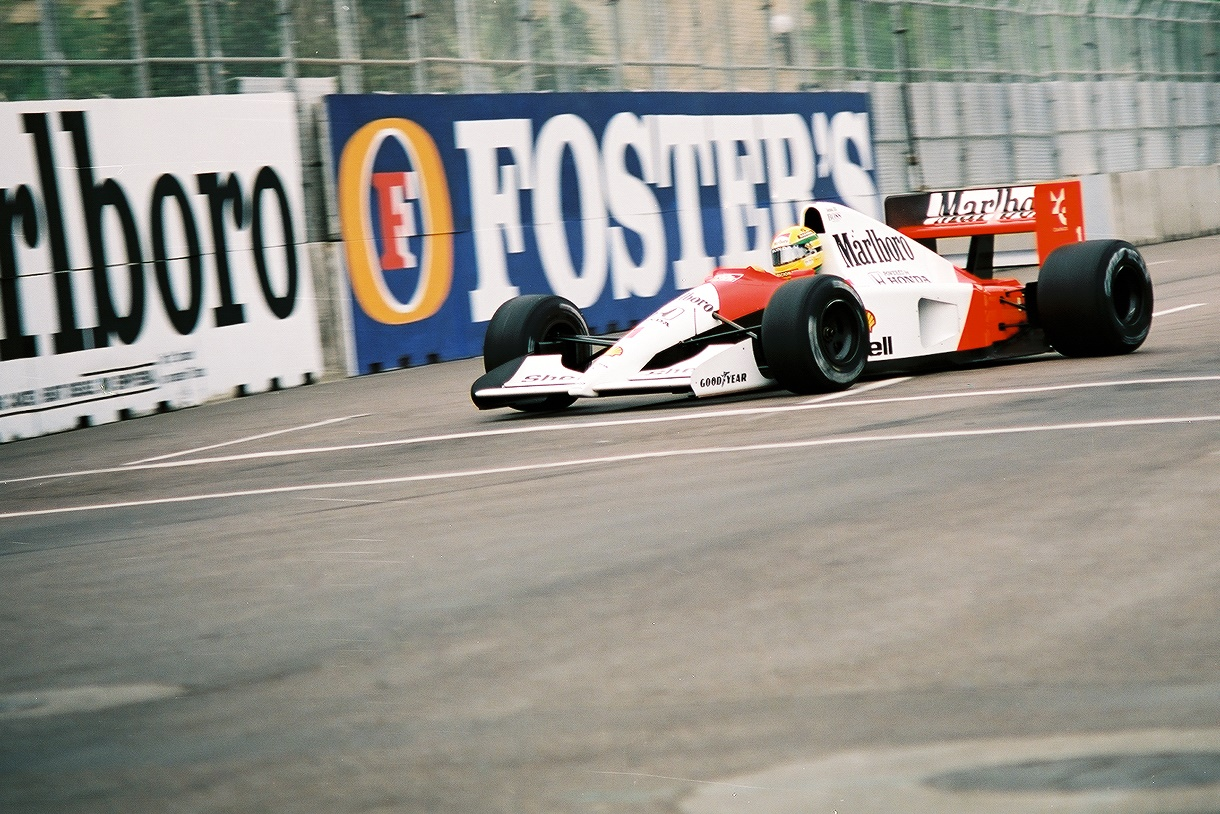
Honda återvände till formel 1 – som motorleverantör till McLaren.

- Honda återvände till formel 1 som motorleverantör. De levererar motorer till McLaren, som efter tjugo års samarbete med Mercedes bytte till Honda.[20] Honda levererade motorer till McLaren från 1988 till 1992, då Honda avslutade sin motortillverkning. Företaget återvände till sporten som motorleverantör 2000 och levererade då motorer till BAR och Jordan innan de lade ner verksamheten 2008.
- Lotus bytte motorleverantör, från Renault till Mercedes.[35]
- Efter Rysslands Grand Prix 2014 gick Marussia i konkurs, och missade därmed de tre sista tävlingarna under 2014. Stallet fanns på anmälningslistan för 2015 under namnet "Manor F1",[50] och i november 2014 meddelade konkursförvaltarna att stallet beslutat att lägga ner sin verksamhet.[51] I februari 2015 bekräftades att nya investeringar säkrats och att stallet lämnade administration efter att en överenskommelse med borgenärerna uppnåddes. Den 27 februari 2014 fanns stallet med på FIA:s preliminära deltagarlista.[52]
- Caterham gick, precis som konkurrentstallet Marussia, i konkurs efter Rysslands Grand Prix 2014. Stallet lyckades dock delta i säsongsfinalen i Abu Dhabi, men lyckades inte finansiera en satsning för 2015 års säsong, och fanns därför inte med på FIA:s preliminära deltagarlista den 27 februari 2014.[53]

### Förarförändringar

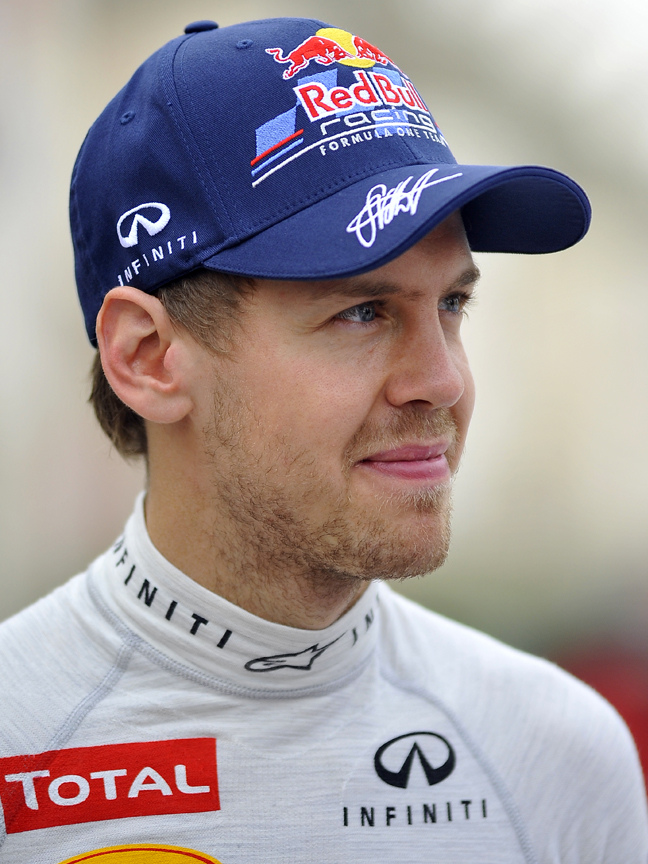
Sebastian Vettel lämnade Red Bull Racing – stallet som han vann fyra världsmästerskap med – i slutet av för att gå till Ferrari.

- Fernando Alonso återvände till McLaren, sju år efter hans senaste period med stallet.[22] Kevin Magnussen tappade därför sin plats som ordinarie McLaren-förare, men han stannade dock kvar i stallet som testförare.[24] Efter en olycka under försäsongstesten på Circuit de Barcelona-Catalunya fick Alonso en hjärnskakning, och förbjöds av läkarna att delta under Australiens Grand Prix. Magnussen utsågs till hans tillfälliga ersättare.[23]
- Sebastian Vettel lämnade Red Bull Racing i slutet av 2014 års säsong – efter sex år och fyra VM-titlar med stallet – för att ersätta Fernando Alonso i Ferrari.[16] Daniil Kvyat lämnade Scuderia Toro Rosso då han ersatte Vettel i Red Bull Racing.[10]
- Toro Rosso bytte ut sin föraruppställning inför 2015. Stallet valde 2014 års Formula Renault 3.5 Series-mästare, Carlos Sainz, Jr., son till den tvåfaldige rallyvärldsmästaren Carlos Sainz,[32] och den före detta europeiska F3-föraren Max Verstappen – son till den tidigare F1-föraren Jos Verstappen – som kommer att bli den yngsta föraren genom tiderna, då han vid 17 års ålder kommer att göra F1-debut i Australien.[30]
- Esteban Gutiérrez och Adrian Sutil fick inte förnyade kontrakt med Sauber,[54][55] Gutiérrez flyttade senare till Ferrari där han blev testförare.[56] eftersom stallet valde den före detta Caterham-föraren Marcus Ericsson och GP2-föraren Felipe Nasr istället.[47][48] Giedo van der Garde påstod sig ha ett giltigt kontrakt med Sauber, och prövade det i både schweiziska och australiska domstolar. Den australiska domstolen ansåg att han hade ett kontrakt, vilket skulle tvinga stallet att tävla med honom i premiären.[57] Sauber överklagade domen med motiveringen: "Vi kan inte äventyra säkerheten för vårt team, eller någon förare på banan, genom att ha en oförberedd förare i en bil som anpassats för två andra förare".[58] Eftersom van der Garde inte fick någon superlicens som krävs för att tävla i Formel 1, kunde han inte delta i premiären, vilket innebar att stallet valde att tävla med Ericsson och Nasr. Den 18 mars bekräftades att de båda parterna kommit överens och att Ericsson samt Nasr kommer tävla under säsongen.[59]
- Manor F1 valde den tidigare Caterham-föraren Will Stevens som stallets första förare.[40] Den före detta Caterham-testföraren Roberto Merhi bekräftades senare som stallets andra förare.[44]
- Kamui Kobayashi lämnade Caterham för att tävla i det japanska formelbilsmästerskapet Super Formula 2015.[60]
- Max Chilton lämnade Manor Marussia för att köra Sportvagns-VM med Nissan.[61]
- Marussia-föraren Jules Bianchi drabbades av en allvarlig skallskada i en krasch under Japans Grand Prix 2014 och hamnade därför i koma.[62][63] Bianchi avled den 17 juli 2015 till följd av de skador han ådrog sig i kraschen.[64]

### Säsongförändringar
- Alexander Rossi gjorde F1-debut med Manor F1 i Singapore, då han ersatte Roberto Merhi.[42] Rossi körde resten av säsongen bortsett från tävlingarna i Ryssland och Abu Dhabi, då han hade uppdrag i GP2.

## Grand Prix-kalender
Följande nitton Grand Prix ingick i Formel 1-VM 2015.

De länderna som formel 1 anordnas i är markerade i grönt.

|        | Grand Prix                 | Bana                                       | Datum        |
| ------ | -------------------------- | ------------------------------------------ | ------------ |
| 1      | Australiens Grand Prix     | Melbourne Grand Prix Circuit, Melbourne    | 15 mars      |
| 2      | Malaysias Grand Prix       | Sepang International Circuit, Kuala Lumpur | 29 mars      |
| 3      | Kinas Grand Prix           | Shanghai International Circuit, Shanghai   | 12 april     |
| 4      | Bahrains Grand Prix        | Bahrain International Circuit, Sakhir      | 19 april     |
| 5      | Spaniens Grand Prix        | Circuit de Barcelona-Catalunya, Barcelona  | 10 maj       |
| 6      | Monacos Grand Prix         | Circuit de Monaco, Monte Carlo             | 24 maj       |
| 7      | Kanadas Grand Prix         | Circuit Gilles Villeneuve, Montréal        | 7 juni       |
| 8      | Österrikes Grand Prix      | Red Bull Ring, Steiermark                  | 21 juni      |
| 9      | Storbritanniens Grand Prix | Silverstone Circuit, Silverstone           | 5 juli       |
| 10     | Ungerns Grand Prix         | Hungaroring, Budapest                      | 26 juli      |
| 11     | Belgiens Grand Prix        | Circuit de Spa-Francorchamps, Stavelot     | 23 augusti   |
| 12     | Italiens Grand Prix        | Autodromo Nazionale Monza, Monza           | 6 september  |
| 13     | Singapores Grand Prix      | Marina Bay Street Circuit, Singapore       | 20 september |
| 14     | Japans Grand Prix          | Suzuka Circuit, Suzuka                     | 27 september |
| 15     | Rysslands Grand Prix       | Sotji Autodrom, Sotji                      | 11 oktober   |
| 16     | USA:s Grand Prix           | Circuit of the Americas, Austin, Texas     | 25 oktober   |
| 17     | Mexikos Grand Prix         | Autódromo Hermanos Rodríguez, Mexico City  | 1 november   |
| 18     | Brasiliens Grand Prix      | Autódromo José Carlos Pace, São Paulo      | 15 november  |
| 19     | Abu Dhabis Grand Prix      | Yas Marina Circuit, Abu Dhabi              | 29 november  |
| Källa: |                            |                                            |              |

### Kalenderförändringar
- Mexikos Grand Prix återvände till formel 1-kalendern för första gången sedan 1992.[67] Tävlingen kommer att hållas på Autódromo Hermanos Rodríguez, som ligger i centrala Mexico City.
- Amerikas Grand Prix var ursprungligen planerat att debutera 2013 i New Jersey, men blev försenat för tredje året i rad och kommer inte hållas 2015.[68]
- Tysklands Grand Prix var planerad att återgå till Nürburgring, enligt delningsavtalet med Hockenheimring. Men Nürburgring meddelade att de inte tänkte hålla tävlingen eftersom deras ekonomi inte räckte till. Senare meddelade även Hockenheimring att de inte tänkte ersätta Nürburgring, vilket innebar att Tysklands Grand Prix försvann från kalendern för första gången sedan 1960.[69]
- Indiens Grand Prix var planerad att återgå till kalendern, men efter en rad av skattetvister mellan FIA och regeringen i Uttar Pradesh, beslutades att tävlingen inte skulle anordnas 2015.[70]
- Koreas Grand Prix var planerad att återgå till kalendern efter att ha förlorat sin plats under 2014, men ingen överenskommelse nåddes med Bernie Ecclestone.[71]

### Tekniskt reglemente

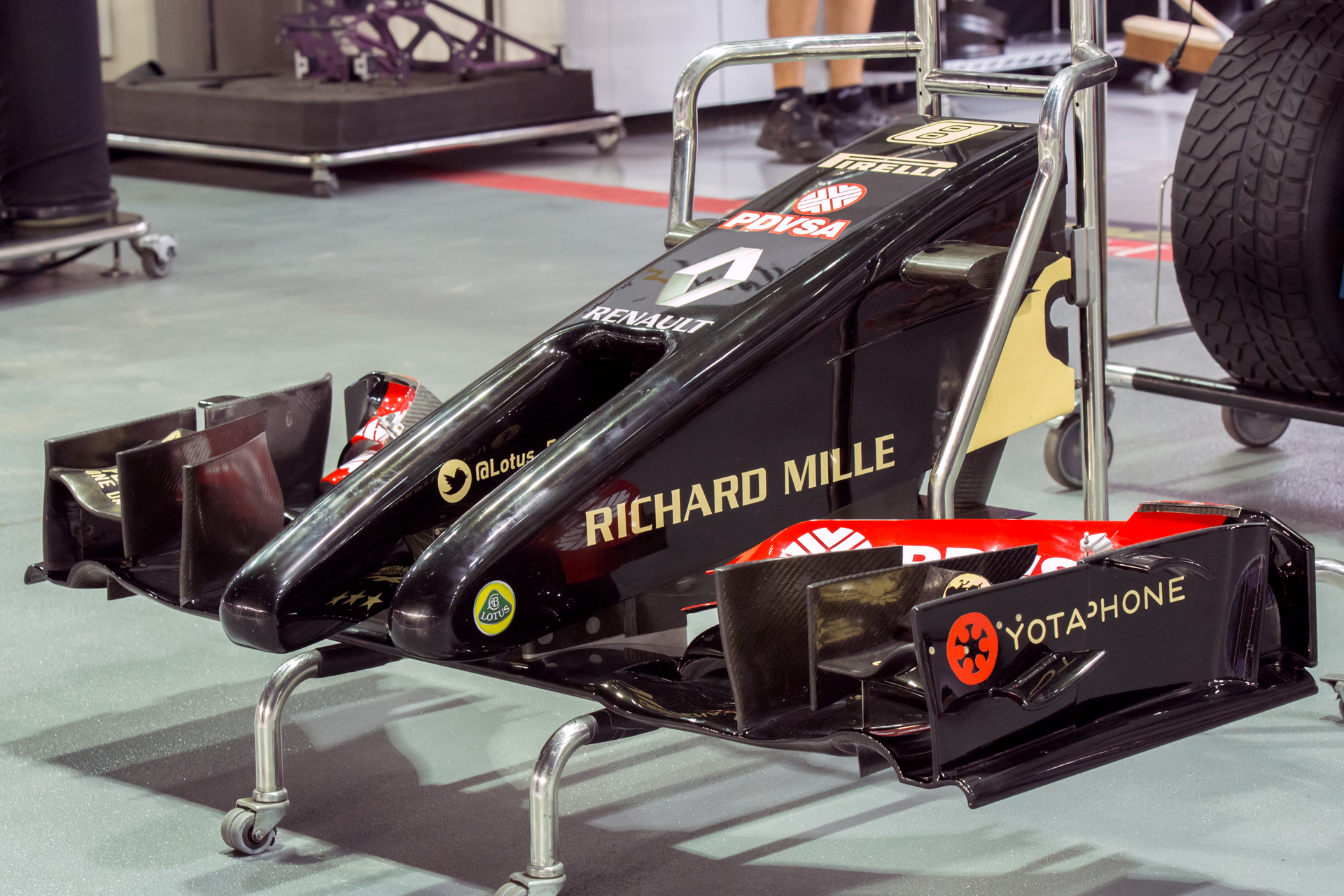
Lösningen som Lotus hade på sitt E22-chassi förbjöds under 2015.

## Resultat

### Grand Prix
|    | Grand Prix                 | Pole Position    | Snabbaste varv   | Segrande förare  | Segrande konstruktör | Rapport |
| -- | -------------------------- | ---------------- | ---------------- | ---------------- | -------------------- | ------- |
| 1  | Australiens Grand Prix     | Lewis Hamilton   | Lewis Hamilton   | Lewis Hamilton   | Mercedes             | Rapport |
| 2  | Malaysias Grand Prix       | Lewis Hamilton   | Nico Rosberg     | Sebastian Vettel | Ferrari              | Rapport |
| 3  | Kinas Grand Prix           | Lewis Hamilton   | Lewis Hamilton   | Lewis Hamilton   | Mercedes             | Rapport |
| 4  | Bahrains Grand Prix        | Lewis Hamilton   | Kimi Räikkönen   | Lewis Hamilton   | Mercedes             | Rapport |
| 5  | Spaniens Grand Prix        | Nico Rosberg     | Lewis Hamilton   | Nico Rosberg     | Mercedes             | Rapport |
| 6  | Monacos Grand Prix         | Lewis Hamilton   | Daniel Ricciardo | Nico Rosberg     | Mercedes             | Rapport |
| 7  | Kanadas Grand Prix         | Lewis Hamilton   | Kimi Räikkönen   | Lewis Hamilton   | Mercedes             | Rapport |
| 8  | Österrikes Grand Prix      | Lewis Hamilton   | Nico Rosberg     | Nico Rosberg     | Mercedes             | Rapport |
| 9  | Storbritanniens Grand Prix | Lewis Hamilton   | Lewis Hamilton   | Lewis Hamilton   | Mercedes             | Rapport |
| 10 | Ungerns Grand Prix         | Lewis Hamilton   | Daniel Ricciardo | Sebastian Vettel | Ferrari              | Rapport |
| 11 | Belgiens Grand Prix        | Lewis Hamilton   | Nico Rosberg     | Lewis Hamilton   | Mercedes             | Rapport |
| 12 | Italiens Grand Prix        | Lewis Hamilton   | Lewis Hamilton   | Lewis Hamilton   | Mercedes             | Rapport |
| 13 | Singapores Grand Prix      | Sebastian Vettel | Daniel Ricciardo | Sebastian Vettel | Ferrari              | Rapport |
| 14 | Japans Grand Prix          | Nico Rosberg     | Lewis Hamilton   | Lewis Hamilton   | Mercedes             | Rapport |
| 15 | Rysslands Grand Prix       | Nico Rosberg     | Sebastian Vettel | Lewis Hamilton   | Mercedes             | Rapport |
| 16 | USA:s Grand Prix           | Nico Rosberg     | Nico Rosberg     | Lewis Hamilton   | Mercedes             | Rapport |
| 17 | Mexikos Grand Prix         | Nico Rosberg     | Nico Rosberg     | Nico Rosberg     | Mercedes             | Rapport |
| 18 | Brasiliens Grand Prix      | Nico Rosberg     | Lewis Hamilton   | Nico Rosberg     | Mercedes             | Rapport |
| 19 | Abu Dhabis Grand Prix      | Nico Rosberg     | Lewis Hamilton   | Nico Rosberg     | Mercedes             | Rapport |